# A Mulher Invisível (filme)
A Mulher Invisível é um filme brasileiro de 2009 escrito e dirigido por Cláudio Torres.

## Sinopse
Deprimido após ser abandonado pela mulher, Pedro encontra a mulher ideal, Amanda, e apaixona-se por ela, porém só ele a vê. Enquanto isso sua vizinha Vitória fica viúva e passa a tentar conquistar Pedro, que descobriu sobre Amanda. Pedro a princípio a ignora e depois pensa que Vitória é outra "mulher invisível".

## Elenco
- Selton Mello .... Pedro
- Luana Piovani .... Amanda
- Maria Manoella .... Vitória
- Vladimir Brichta .... Carlos, melhor amigo de Pedro
- Fernanda Torres .... Lúcia, irmã de Vitória
- Danni Carlos .... Bárbara
- Maria Luísa Mendonça.... Marina, ex-esposa de Pedro
- Paulo Betti .... Nogueira, chefe de Pedro
- Marcelo Adnet .... Jéferson
- Thelmo Fernandes .... Alberto
- Karina Bacchi .... Carla (participação)
- Lúcio Mauro .... Governador (participação especial)
- Felipe Kannenberg .... Dick
- Gregório Duvivier .... Geraldo
- Antônio Fragoso .... Rosalvo
- Marly Bueno .... senhora no cinema
- Marx Maranhão .... senhor no cinema
- Mário Tati .... Márcio
- Cadu Fávero .... enfermeiro
- Thalita Carauta .... Janete
- Marcelo Vindicatto .... operador central técnica
- Hossen Minussi .... operador central técnica
- Tatiana Vereza .... mulher 2
- Fernanda Babauê .... mulher 3
- Karla Dalvi .... lésbica 1
- Gabriela Werneck .... lésbica 2
- Paulo Carvalho .... Pietro
- Antônio Carlos .... garçom
- Esperança Pera Motta .... Chapeuzinho Vermelho

## Recepção

### Crítica
Kelson Douglas em sua crítica para o Altamente Ácido disse que o filme "é uma comédia romântica, porém, com um roteiro bem acima da média do que andamos vendo por ai (...) as melhores piadas estão no trailer, só que não são elas que fazem do filme uma excelente pedida. Resumindo, a publicidade feita pro filme o vende como uma comédia pastelão, bobinha, mas com nomes fortes no elenco, e não é bem assim."
Silvio Pilau do Cineplayers escreveu: "Uma obra tão convencional e repetitiva, além de claramente se inspirar (leia-se, copiar) em outras produções com temática semelhante (...) Em seus primeiros trinta minutos, 'A Mulher Invisível' sofre do mesmo mal de boa parte da produção cinematográfica brasileira: o artificialismo das situações e das atuações. Os diálogos demoram a soar naturais e, por consequência, o filme leva algum tempo para realmente convencer o espectador de que os personagens realmente estão passando por aquilo. Para piorar, grande parte das piadas desse primeiro ato realmente não funcionam."

### Bilheteria
No primeiro final de semana 229 600 pessoas assistiram o filme nos cinemas. Ao completar uma semana em cartaz foram vendidos 277 728 bilhetes. A partir da segunda semana o número de ingressos vendidos de A Mulher Invisível passou a cair consecutivamente. Na terceira semana atingiu um milhão de espectadores. A bilheteria foi finalizada com um público de 2 213 578 espectadores após seis semanas em cartaz.

### Prêmios e indicações
| Ano  | Prêmio                              | Categoria                | Recipiente         | Resultado | Ref.  |
| ---- | ----------------------------------- | ------------------------ | ------------------ | --------- | ----- |
| 2010 | Prêmio Guarani de Cinema Brasileiro | Melhor Atriz Coadjuvante | Fernanda Torres    | Indicada  | [ 4 ] |
| 2010 | Prêmio Guarani de Cinema Brasileiro | Melhor Efeitos Visuais   | Sergio Farjalla Jr | Indicado  | [ 4 ] |